# アジア動物専門学校
アジア動物専門学校（アジアどうぶつせんもんがっこう）とは、茨城県石岡市の専門学校でトリマー、動物看護師、ドッグトレーナー、介助犬訓練士、聴導犬訓練士などを育成。設置者は学校法人佐山学園。

## 設置学科・コース
- 動物総合学科（昼間：2年制）

ペットスタイリストコース
キャットマイスターコース
ドッグトレーナーコース
ペットビジネスマネジメントコース
動物介在福祉コース

・ 動物水族飼育学科（昼間：2年制）

## 特徴
学校法人佐山学園は、デン・ケリーのグループ法人。「アジア動物専門学校　Asia Animal Academy（AAA）」は、茨城県石岡市に位置する２年制の認可校で、その原点は茨城愛犬ビジネススクール。AAAでは、トリマー・動物看護師・家庭犬トレーナー・補助犬トレーナー・動物カフェ・水族館,動物園飼育員など、その他様々な動物に関わる職を目指す学生を受け入れている。AAAの特色は、ドッグプロが運営し、また「介助犬・聴導犬」の育成を認可されている。

## 交通
- 千代田石岡IC、石岡小美玉スマートIC、常磐線石岡駅